# Здания Генштаба Армии Сербии и Черногории и Министерства Обороны
Здания Генштаба Армии Сербии и Черногории и Министерства Обороны — памятник архитектуры и современной истории Сербии, находящийся в центре Белграда, по адресу улица Князя Милоша, 33-41. Представляет из себя бывшее до 1999 года здание Генерального штаба, повреждённое во время бомбардировок НАТО и не восстанавливаемое (как минимум до 2024 года).

## Памятник архитектуры
Ансамбль из двух зданий был построен в 1955—1965 годах по проекту сербского архитектора Николы Добровича как Государственный секретариат национальной обороны. Являясь значительным достижением послевоенной сербской и югославской архитектуры, эти здания включены в список сербских памятников архитектуры.
Ансамбль состоит из двух монументальных ступенчатых участков, которые каскадом спускаются к улице Неманьина, создавая таким образом символ городских ворот. Доступ к этим участкам, несколько отодвинутым от улицы Князя Милоши, осуществлялся через два монументальных портика. Помимо выразительных каскадных форм, для фасадов характерно использование контрастных материалов — тёмно-красного камня из Косьерича и плит белого мрамора с острова Брач. Яркий визуальный стиль дополняется решётками на фасадах, выполненными в духе позднего модернизма.
Сам дизайн призван напоминать каньон реки Сутьеска, где произошло одно из самых значительных сражений во время Второй мировой войны в Югославии. Улица Неманьина, как река, поднималась на холм от здания центрального железнодорожного вокзала, а две части ансамбля образовывали символические ворота.
Две части ансамбля носят названия «А» и «Б». «А», напротив здания правительства Сербии на улице Князя Милоша, имеет площадь 12 654 квадратных метра. «Б», разделенная улицей Неманьина, имеет площадь 36 581 кв.

## Памятник истории
В 1999 году часть ансамбля была разрушена при бомбардировках ВВС НАТО как часть военной кампании по прекращению войны в Косово. Бомбардировки проходили 29/30 апреля 1999 года и 7/8 мая 1999 года. В этот момент здание было необитаемо, поэтому существует возможность, что его бомбили скорее из-за его символического значения, а не из тактических соображений.
Благодаря своему символическому значению, после распада Югославии, здание является не только охраняемым памятником архитектуры, но и сознательно сохраняемым в центре города напоминанием о бомбардировках Югославии силами НАТО.
Все возможные идеи по сносу здания отвергаются архитектурным сообществом, а проекты ремонта здания критикуются правыми политическими партиями, ратующими за реставрацию здания, учитывая его новый исторический (после 1999 года) контекст. В 2015 году была проведена реконструкция здания «А» для предотвращения его обрушения, в 2022 году проведён новый конкурс проектов реконструкции.